# Marçac (Tarn i Garona)
Marçac (en francès Marsac) és un municipi francès situat al departament de Tarn i Garona i a la regió d'Occitània.

## Demografia
| 1962                                       | 1968 | 1975 | 1982 | 1990 | 1999 | 2007 |
| ------------------------------------------ | ---- | ---- | ---- | ---- | ---- | ---- |
| 193                                        | 234  | 217  | 234  | 219  | 198  | 199  |
| Des de 1962: població sense dobles comptes |      |      |      |      |      |      |

## Administració
| Període   | Identitat        | Partit |
| --------- | ---------------- | ------ |
| 2001-2008 | Henri de Marsac  | PS     |
| 2007-2008 | Maurice Candelon |        |
| 2008-     | André Auzeric    |        |